# Jeugd Parlement Jeunesse
 (décembre 2023).
La mise en forme du texte ne suit pas les recommandations de Wikipédia : il faut le « wikifier ».
Les points d'amélioration suivants sont les cas les plus fréquents. Le détail des points à revoir est peut-être précisé sur la page de discussion.
- Les titres sont pré-formatés par le logiciel. Ils ne sont ni en capitales, ni en gras.
- Le texte ne doit pas être écrit en capitales (les noms de famille non plus), ni en gras, ni en italique, ni en « petit »…
- Le gras n'est utilisé que pour surligner le titre de l'article dans l'introduction, une seule fois.
- L'italique est rarement utilisé : mots en langue étrangère, titres d'œuvres, noms de bateaux, etc.
- Les citations ne sont pas en italique mais en corps de texte normal. Elles sont entourées par des guillemets français : « et ».
- Les listes à puces sont à éviter, des paragraphes rédigés étant largement préférés. Les tableaux sont à réserver à la présentation de données structurées (résultats, etc.).
- Les appels de note de bas de page (petits chiffres en exposant, introduits par l'outil «  Source ») sont à placer entre la fin de phrase et le point final[comme ça].
- Les liens internes (vers d'autres articles de Wikipédia) sont à choisir avec parcimonie. Créez des liens vers des articles approfondissant le sujet. Les termes génériques sans rapport avec le sujet sont à éviter, ainsi que les répétitions de liens vers un même terme.
- Les liens externes sont à placer uniquement dans une section « Liens externes », à la fin de l'article. Ces liens sont à choisir avec parcimonie suivant les règles définies. Si un lien sert de source à l'article, son insertion dans le texte est à faire par les notes de bas de page.
- La présentation des références doit suivre les conventions bibliographiques. Il est recommandé d'utiliser les modèles {{Ouvrage}}, {{Chapitre}}, {{Article}}, {{Lien web}} et/ou {{Bibliographie}}. Le mode d'édition visuel peut mettre en forme automatiquement les références.
- Insérer une infobox (cadre d'informations à droite) n'est pas obligatoire pour parachever la mise en page.

Pour une aide détaillée, merci de consulter Aide:Wikification.
Si vous pensez que ces points ont été résolus, vous pouvez retirer ce bandeau et améliorer la mise en forme d'un autre article.
17 ème législature
Le Jeugd Parlement Jeunesse (JPJ) est l'un des trois parlements jeunesse en Belgique, aux côtés du Vlaams Jeugd Parlement (VJP) et du Parlement Jeunesse Wallonie-Bruxelles (PJWB).
Le Jeugd Parlement Jeunesse, JPJ en abrégé, est une organisation à but non lucratif trilingue avec pour objectif de réduire le fossé entre les jeunes et la politique ainsi que de rassembler les diverses communautés en Belgique. Afin d'atteindre ses objectifs, le JPJ organise différents types d'événements.
Depuis sa création en 2008, le JPJ organise chaque année une simulation parlementaire au Sénat belge,, à l'exception de son édition de 2024 qui se déroule à la Chambre des représentants, au cours de laquelle les jeunes se familiarisent avec le fonctionnement de la démocratie belge. Le JPJ organise également des Projets Ecoles, un Projet diplomatique, des débats, des conférences et un Projet Jeunesse.
En 2023, l'association fête ses 15 ans,.

## L'association
Le Jeugd Parlement Jeunesse une association à but non lucratif trilingue qui vise à réduire le fossé entre les jeunes et la politique, à mettre en relation des jeunes de différents groupes linguistiques et à encourager le dialogue entre des jeunes d'opinions différentes. L'asbl a son siège social à Auderghem à Bruxelles.
Les anciens participants à la simulation ont la possibilité de devenir membres de cette dernière. Une distinction est faite entre les membres adhérents et les membres effectifs. Seuls les membres effectifs ont le droit de voter à l'Assemblée Générale où sont élus les différents postes au sein de l'association et de la simulation.
Le conseil d'administration du JPJ est composé de huit administrateurs, dont le président, le vice-président et le trésorier. La parité linguistique s'applique au sein du conseil d'administration et au sein de la présidence. Depuis 2022, il est possible de désigner le président et le vice-président comme coprésidents. Aux administrateurs s'ajoutent des responsables qui accompagnent les administrateurs dans l'exercice de leurs fonctions.

### Histoire
L'idée des parlements jeunesses provient du Québec (Canada). Le Parlement Jeunesse de Québec (PJQ) y fut fondé en 1949. L'objectif des fondateurs était de faire découvrir aux jeunes les institutions parlementaires, la démocratie et ses procédures nécessaires.
L'étincelle s'est propagée jusqu'en Belgique lorsqu'un non Canadien, plus précisément un Belge, s'est impliqué pour la première fois dans le PJQ en 1993. Ce participant étranger a apparemment passé un moment inoubliable au Parlement jeunesse. Après son retour à Liège en Belgique, ses expériences impressionnent nombre de camarades. Cet engouement a donné naissance à l'asbl Parlement Jeunesse, qui a organisé la première édition du Parlement Jeunesse de la Communauté Française (PJCF) en 1997. Ce fut une réussite car en 2024 ce sera la 27ème fois que le PJCF sera organisé.
Après avoir testé la simulation du parlement communautaire, il fut évident qu’il serait intéressant de retranscrire ce projet au sein du parlement fédéral. Ainsi, en 2007, quelques participants et participantes du PJCF se rassemblèrent pour mettre ce projet sur pied. Cette initiative fut motivée par 2 buts distincts : d’une part, la mauvaise connaissance du système parlementaire démocratique belge parmi les jeunes et d’autre part, cette crevasse grandissante entre les jeunes belges issus des différentes communautés, principalement linguistiques, du pays.
À la suite de ces deux constats, plusieurs anciens participants du PJCF se sont mis à la recherche de pairs néerlandophones motivés. Ensemble, ils fondent le Jeugd Parlement Jeunesse ASBL et relèvent le défi d'organiser pour la première fois une simulation fédérale en octobre 2008. C'est devenu un projet unique où une centaine de jeunes de Flandre, de Bruxelles et de Wallonie ont eu l'occasion de débattre entre eux sur divers sujets de société pertinents au cœur de la démocratie belge.
Dès lors, en octobre - novembre 2008, une centaine de jeunes se sont rassemblés pour la première fois au cœur de la démocratie belge : le Sénat. Il y a eu des débats pendant une semaine. Parfois intense, parfois ludique, mais toujours avec le respect nécessaire de l'autre. On y discuta de la réforme de l'État, du statut légal des prostitués, de la réforme de la loi concernant la médecine prénatale et beaucoup d’autres choses. Après 5 jours de débat et le courage politique nécessaire, ils et elles trouvèrent un compromis dans lequel les deux Communautés pouvaient se retrouver.
Depuis 2008, l'organisation à but non lucratif a organisé 15 éditions de la simulation parlementaire annuelle. Mais cela ne s'est pas arrêté là : en 2013, le Vlaams Jeugd Parlement a été fondé avec le soutien de plusieurs anciens membres du JPJ. Cette organisation à but non lucratif a depuis organisé plusieurs simulations parlementaires au Parlement flamand.
Des événements sont organisés depuis 2017. En 2019, le JPJ a organisé pour la première fois le « Projet Ecole », une simulation parlementaire d'une journée avec des élèves d'école secondaire. En 2020 verra le jour un nouveau projet : "Publiq", un tournoi d'éloquence national. Ce projet est désormais devenu indépendant. Une simulation diplomatique a été organisée avec une organisation canadienne en 2023 et un projet jeunesse est en cours de mise en place pour 2024.

### Présidents
La présidence du Jeugd Parlement Jeunesse est la fonction la plus importante au sein de l'association. Le président est président du conseil d'administration, où sa voix est prépondérante, et du Parlement lors de la simulation. Depuis 2009, un vice-président est également élu. Celui-ci doit provenir d'un groupe linguistique autre que celui du président. Depuis 2022, il est possible de désigner le président et le vice-président comme coprésidents lors d'un deuxième tour de scrutin après l'élection de la présidence.
Les coprésidents actuels sont Dietrich Rosiers et Héloïse Leytens.
| année | Président           | Vice-président        | Commentaires  |
| ----- | ------------------- | --------------------- | ------------- |
| 2007  | Philomène Gallez    | -                     |               |
| 2008  | Ton Oeyen           | -                     |               |
| 2009  | Riadh Bahri         | Marie Steffens        |               |
| 2010  | Riadh Bahri         | Sophie Wustefeld      |               |
| 2011  | Sophie Wustefeld    | Sanne Verschuren      |               |
| 2012  | Pauline Delgrange   | Wouter Ollevier       |               |
| 2013  | Thomas Van Hoornyck | Johanne Hage          |               |
| 2014  | Zanna Vanrenterghem | Alexandre Theys       |               |
| 2015  | Carlo Lagae         | Martin de Montigny    |               |
| 2016  | Mathilde Quetiaux   | Yassine Moustahfid    |               |
| 2017  | Henri De Plaen      | Daphné Van der Eycken |               |
| 2018  | Rodolphe Dulait     | Paulien Debu          |               |
| 2019  | Rémy Pigeon         | Hannah Mattys         |               |
| 2020  | Dries Martens       | Aurélie Berger        |               |
| 2021  | Yoachim Pieders     | Teresa Nollet         |               |
| 2022  | François Moré       | Marie Poisquet        | Co-présidence |
| 2023  | Julien Débande      | Silke D'Haemers       | Co-présidence |
| 2024  | Dietrich Rosiers    | Héloïse Leytens       | Co-présidence |
| 2025  | Esther Squilbeck    | Jinane Shami          | Co-présidence |

### Conseil d'administration actuel
Le Conseil d'Administration est composé de 8 administrateurs élus lors de l'Assemblée Générale. Les présidents se présentent en duo lors des élections. Le conseil d'administration ne peut être composé de plus de la moitié d'administrateurs appartenant au même groupe linguistique. En cas de partage des voix, la voix du président est prépondérante.
Le conseil d'administration actuel, présidé par Dietrich Rosiers et Héloïse Leytens, a été élu lors de l'Assemblée Générale du 5 mai 2024.
| Fonction            | Administrateur     | Groupe Linguistique |
| ------------------- | ------------------ | ------------------- |
| Coprésidente        | Jinane Shami       | Néerlandophone      |
| Coprésidente        | Esther Squilbeck   | Francophone         |
| Finances            | Vincent Groteclaes | Néerlandophone      |
| Communication       | Inès Dehogne       | Francophone         |
| Simulation          | Louis Vermeire     | Néerlandophone      |
| Projet Ecole        | Louis Vandecauter  | Néerlandophone      |
| Ressources humaines | Tiemen Verstappen  | Néerlandophone      |
| Événements & MIDA   | Camille Grosmangin | Francophone         |

## Activités

### Simulation
La simulation parlementaire du JPJ est le projet principal de l'association. Environ 120 jeunes âgés de 18 à 26 ans y participent chaque année en tant que députés, membres du Conseil d'État ou journalistes. Cette simulation a lieu au Sénat belge depuis sa création,, à l'exception de l'édition 2024 qui a lieu à la Chambre des représentants. Les participants sont initiés au fonctionnement de la démocratie belge au niveau fédéral et au processus législatif,. Les acteurs de cette simulation viennent de toute la Belgique et parlent leur propre langue,.
La simulation tente de renvoyer une image réaliste du processus parlementaire. Quatre projets de loi, élaborés par des ministres fictifs membres de l'association, sont en débat, traitant souvent de sujets d'actualité comme le système pénitentiaire, la drogue, l'économie ou l'éthique. Les députés participants choisissent auquel des six partis politiques ils adhèrent durant la simulation. Toutefois, ces partis sont fictifs et ne ressemblent en rien aux partis politiques belges réels, en raison du caractère politiquement neutre et apartisan de l'association. Il existe également une simulation du Conseil d'État, composée d'étudiants en droit, qui conseille les députés participants sur les questions juridiques au cours du processus législatif.
Outre les députés, les membres du Conseil d'État et les journalistes, sont également présents les ministres, présidents et secrétaires de commissions ainsi que les présidents des partis. Il s'agit de membres de l'asbl qui ont été élus à ces fonctions lors d'une Assemblée Générale.
Par ailleurs, chaque année, des experts francophones ou néerlandophones issus du monde politique ou universitaires sont invités afin de donner leurs points de vue sur les projets de loi présentés à la simulation.
Le caractère multilingue de l'association est pris en compte. A titre d'exemple, il existe une parité linguistique au sein du gouvernement, la moitié d'entre eux étant membres du groupe linguistique néerlandophone et l'autre moitié du groupe linguistique francophone. Par ailleurs, chaque parti est dirigé par un duo bilingue de présidents de parti. Enfin, au sein des commissions, il existe une parité linguistique entre le ministre et le président de la commission.
Lors de la simulation, les participants peuvent s'exprimer dans l'une des trois langues nationales. Les débats sont interprétés par des étudiants en interprétariat de la KU Leuven.

### Projet Ecole
Le Projet Ecole est un projet pédagogique du JPJ ouvert aux classes de l'enseignement secondaire. Il s'agit d'une simulation parlementaire d'une journée au sein d'un des différents parlements belges, dans le but d'initier les étudiants de dernière année secondaire au débat et au processus politique.
Les étudiants participants incarnent un député et débattent d'un projet de loi fictif élaboré pour l'occasion. Ils adhèrent à l'un des trois partis classiques (gauche, centre, droite) et découvrent ainsi le fonctionnement d'un parlement, le processus législatif et les mouvements politiques traditionnels. Les membres de l'organisation  participent en tant que présidents de parti, ministres ou président d'assemblée.
Durant la journée, le processus législatif se déroule en séance plénière. L'activité débute par une discussion article par article du projet de texte législatif, au cours de laquelle les participants peuvent poser des questions au ministre. Après une réunion de parti au cours de laquelle les lignes de parti sont discutées, le projet de loi est débattu. Enfin, les participants ont la possibilité de soumettre des amendements, qui seront votés en fin de journée.

#### Parlements
La première édition du Projet Ecole a eu lieu en 2019 au Sénat belge. Le projet a, ensuite, été récompensé en 2020 par le prix "Honneur à la démocratie participative !" du Parlement bruxellois. Depuis, le Projet Ecole se déroule annuellement au Parlement bruxellois. Tout comme la simulation annuelle du JPJ, le Projet Ecole est multilingue et les débats sont interprétés en direct en néerlandais et en français.
En 2023, à l'occasion du quinzième anniversaire de l'association, le Projet Ecole a été étendu à d'autres parlements de Belgique. Outre le Parlement bruxellois des éditions ont également lieu au Parlement flamand, au Parlement de Wallonie et à la Chambre des Représentants.

#### Projet Jeunesse
Afin de toucher un public diversifié, le Jeugd Parlement Jeunesse organise en avril 2024, en collaboration avec le Sénat, mettre en place un nouveau projet à destination des élèves de 11 à 12 ans.

### Publiq
Un tournoi d'éloquence, baptisé "Publiq", est un projet que le JPJ a lancé en collaboration avec CIVIX. PubliQ est un tournoi d'éloquence multilingue unique en Belgique.
Pour la première fois, ce projet donne l'opportunité à la jeunesse néerlandophone et francophone en Belgique de se rassembler autour d'un objectif commun et de débattre des enjeux fondamentaux de notre société. Il donne l’occasion à deux de nos langues nationales de rayonner ensemble, et à des jeunes de tout le pays de s’exprimer d’une voix commune sur notre société et tout ce qui nous relie. Publiq ne se veut pas exclusif et encourage toutes les formes de discours. Cela se voit dans toutes les parties du concours : les épreuves ne privilégient aucune forme d'éloquence spécifique et le jury est toujours issu d'horizons différents. Slam, stand-up, plaidoyer, ... tout a sa chance.
Depuis 2021, Publiq ne fait plus partie du Jeugd Parlement Jeunesse mais continue d'exister de façon autonome.

### Simulation diplomatique
Outre ses simulations parlementaires, l'organisation a mis en place une simulation diplomatique en 2023. Il s'agit d'une première mondiale : une simulation bilatérale en collaboration avec l'association des étudiants en politique internationale de l'Université d'Ottawa.
Au cours de la simulation, les participants assument le rôle d'un diplomate et représentent leur pays lors des négociations de traités internationaux. Ils sont en contact direct avec leurs interlocuteurs étrangers afin de négocier un compromis bénéfique aux deux pays.
Il est fait appel à des étudiants interprètes de la KU Leuven, afin que les jeunes diplomates puissent s'exprimer dans leur propre langue. Ils sont également suivis par une équipe de journalistes qui rendent compte des négociations dans la journée.
La première édition a eu lieu en mars 2023. Depuis les couloirs du SPF Affaires étrangères, les participants belges ont négocié; avec leurs interlocuteurs canadiens au Sénat du Canada, un traité international réglementant le commerce et la propriété intellectuelle des puces électroniques.
Les 18 et 19 mars 2024 se tient la deuxième édition de la simulation diplomatique. Entretemps baptisée MIDA ("Model International Diplomatie Assembly"), elle se tient dans deux salles de commission du Parlement bruxellois, en raison de l'occupation des locaux du SPF Affaires Etrangères due à la Présidence belge du Conseil de l'Union européenne. Les sujets traités cette année-là par les diplomates en herbe relèvent du domaine de la coopération internationale en matière de contre-terrorisme, de renseignements et d'extradition. La nouveauté la plus remarquée de cette deuxième édition est l'élargissement du nombre de participants. Les associations fondatrices sont en effet rejointes par leur homologue français Méridio, faisant ainsi passer de deux à trois le nombre de pays devant se mettre d'accord sur le traité final.

### Événements
En plus des différentes simulations parlementaires et diplomatiques destinées aux jeunes, le Jeugd Parlement Jeunesse souhaite informer le plus de monde possible sur la politique. C'est pourquoi, depuis 2017, le JPJ propose tout au long de l'année universitaire des événements qui s'adressent à un public large.
Pour atteindre les objectifs qu'ils se sont fixés, les membres de l'association organisent quatre à six fois par an des conférences, des panels, des universités d'été ou des débats sur des sujets liés à l'actualité ou à la politique.
Ces événements rassemblent des experts néerlandophones et francophones spécialistes sur le sujet de la conférence et issus du monde universitaire, diplomatique, politique ou administratif. Cette diversité offre une variété de points de vue et permet de comprendre les tenants et les aboutissants de chacun des sujets abordés.
Ces événements ont pris différentes formes. Les organisateurs ont invité des intervenants à débattre des projets de loi issus de leur simulation et ils ont organisé des débats nationaux sur l'avenir de la politique ainsi que sur des sujets d'actualité. Ces événements se sont déroulés dans des lieux très divers, notamment à l'Université Libre de Bruxelles, à la Katholieke Universiteit Leuven, au Bozar et, plus récemment, au Collège Belgique.